# Stefan Kępa
Stefan Kępa (ur. 1 stycznia 1937 w Lublinie, zm. 17 listopada 2020) – polski żużlowiec.
Stryj Marka Kępy, również żużlowca.

## Życiorys
Wychowanek klubu LPŻ Lublin. W klubie tym jeździł w latach 1956 – 1958. Jego debiut w meczu z cyklu Drużynowych Mistrzostw Polski nastąpił 20.05.1956 kiedy to Lublin zmierzył się z Górnikiem Czeladź w Czeladzi w pierwszej kolejce rozgrywek II Ligi w grupie południowej. Stefan Kępa zdobył w tym spotkaniu 6 punktów.
W 1959 roku przeniósł się do Stali Rzeszów, którą reprezentował w latach 1959 – 1967.
Ostatnim meczem w karierze S.Kępy z cyklu DMP, było spotkanie Częstochowy z Rzeszowem z dnia 19.09.1967 roku. Zawodnik ten zakończył ten mecz z dorobkiem 8 punktów.
Pod koniec 1967 r. został oskarżony razem z Florianem Kapałą o złamanie prawa. Powodem oskarżenia był handel samochodami i walutami obcymi. Obaj zawodnicy w procesie otrzymali wyrok skazujący, wskutek czego nigdy już nie pojawili się na żużlowych torach.
Stefan Kępa jest pięciokrotnym medalistą Drużynowych Mistrzostw Polski – (1960 – 1961) złotym, (1962 – 1963) srebrnym i w 1966 roku brązowym.
Zawodnik ten czterokrotnie dochodził do półfinałów kontynentalnych w eliminacjach Indywidualnych Mistrzostw Świata. Najlepszy wynik osiągnął w 1961 roku kończąc półfinał na dziewiątym miejscu. Był również zawodnikiem szerokiej kadry, która brała udział w Drużynowych Mistrzostwach Świata.
Na szczeblu krajowym największym indywidualnym sukcesem S.Kępy było czwarte miejsce w Indywidualnych Mistrzostwach Polski w 1959 roku w Rybniku. Po zakończeniu kariery zawodniczej był trenerem Motoru Lublin.

## Osiągnięcia

### Indywidualne Mistrzostwa Świata na Żużlu
| Sezon | Miasto    | Ranga                  | Miejsce | Punkty      |
| ----- | --------- | ---------------------- | ------- | ----------- |
| 1959  | Slaný     | Półfinał Kontynentalny | 10      | 7           |
| 1960  | Slaný     | Półfinał Kontynentalny | 15      | brak danych |
| 1961  | Warszawa  | Półfinał Kontynentalny | 9       | 7           |
| 1963  | Abensberg | Półfinał Kontynentalny | 12      | 5           |

### Drużynowe Mistrzostwa Polski- Sezon Zasadniczy
| Sezon | Klub         | Miejsce | Liga       | Średnia/bg | Średnia/mc | Pkt      | Bonusy | Razem    | Komplety    | Biegi | Mecze |
| ----- | ------------ | ------- | ---------- | ---------- | ---------- | -------- | ------ | -------- | ----------- | ----- | ----- |
| 1956  | LPŻ Lublin   | 4       | 2 Liga PŁ. | b.d.       | b.d.       | b.d.     | b.d.   | b.d.     | b.d.        | b.d.  | b.d.  |
| 1957  | LPŻ Lublin   | 7       | 2 Liga     | b.d.       | b.d.       | b.d.     | b.d.   | b.d.     | b.d.        | b.d.  | b.d.  |
| 1958  | LPŻ Lublin   | 4       | 3 Liga     | b.d.       | b.d.       | b.d.     | b.d.   | b.d.     | b.d.        | b.d.  | b.d.  |
| 1959  | Stal Rzeszów | 1       | 2 Liga     | b.d.       | b.d.       | b.d.     | b.d.   | b.d.     | b.d.        | b.d.  | b.d.  |
| 1960  | Stal Rzeszów |         | 1 Liga     | b.d.       | b.d.       | b.d.     | b.d.   | b.d.     | b.d.        | b.d.  | b.d.  |
| 1961  | Stal Rzeszów |         | 1 Liga     | b.d.       | b.d.       | b.d.     | b.d.   | b.d.     | b.d.        | b.d.  | b.d.  |
| 1962  | Stal Rzeszów |         | 1 Liga     | b.d.       | b.d.       | b.d.     | b.d.   | b.d.     | b.d.        | b.d.  | b.d.  |
| 1963  | Stal Rzeszów |         | 1 Liga     | 2,511 (4)  | 9,750 (7)  | 117 (10) | 1      | 118 (13) | 4           | 47    | 12    |
| 1964  | Stal Rzeszów | 4       | 1 Liga     | 2,490 (5)  | 9,538 (9)  | 124 (8)  | 3      | 127 (8)  | 5 – (1 pł.) | 51    | 13    |
| 1965  | Stal Rzeszów | 4       | 1 Liga     | 2,441 (8)  | 10,143 (6) | 142 (3)  | 2      | 144 (5)  | 2 – (1 pł.) | 59    | 14    |
| 1966  | Stal Rzeszów |         | 1 Liga     | 2,536 (4)  | 10,000 (5) | 140 (2)  | 2      | 142 (3)  | 5           | 56    | 14    |
| 1967  | Stal Rzeszów | 4       | 1 Liga     | b.d.       | b.d.       | b.d.     | b.d.   | b.d.     | b.d.        | b.d.  | b.d.  |

W nawiasie miejsce w danej kategorii (śr/m oraz śr/b - przy założeniu, że zawodnik odjechał minimum 50% spotkań w danym sezonie)

### Indywidualne Mistrzostwa Polski na Żużlu
- - 1959 – Rybnik – 4. miejsce – 11,5 pkt → wyniki
  - 1965 – Rybnik – 13. miejsce – 3 pkt → wyniki

### Turniej o Złoty Kask
- - 1961 - 7. miejsce – 60 pkt → wyniki
  - 1963 - 11. miejsce – 22 pkt → wyniki

### Memoriał Alfreda Smoczyka
- - 1960 – Leszno - 5. miejsce – 7 pkt → wyniki
  - 1962 – Leszno - 9. miejsce – 5 pkt → wyniki

### Puchar ROW
- - 1961 - Rybnik - 9. miejsce - 4 pkt → wyniki